# Robert Horn
Robert "Bob" Martin Horny (n. Minneapolis; 1 de noviembre de 1931) jugador y entrenador estadounidense de waterpolo.

## Biografía
En los años 1969, 1971 y 1972 fue entrenador de la Universidad de California y Los Angeles que ganaron los campeonatos NCAA. Con UCLA ganó 13 ligas con Bob y en 1988 obtiene el Campeonato nacional de clubes. Horn dirige en 36 ocasiones al equipo americano y en 9 olimpiadas. Se retiró con un récord de 487-188-8 y un récord en liga de 102-62. Fue elegido Entrenador del año en 1965. En 1976 fue introducido en el United States Water Polo Hall of Fame.

## Clubes
- Southern California Water Polo Club ( Estados Unidos)

## Títulos
Como miembro de la selección norteamericana de waterpolo
- 5º en los juegos olímpicos de Melbourne 1956
- 7º en los juegos olímpicos de Roma 1960

Como entrenador de club de waterpolo
- 3 Campeonatos NCAA 1969 (1969, 1971 y 1972)